# Görlitzer Museen
Görlitz bietet eine Vielzahl von Museen aus verschiedenen Fachrichtungen. Dabei wird das Spektrum von Historie bis Moderne genau so abgedeckt wie Kunst und Natur.

## Görlitzer Sammlungen für Geschichte und Kultur
Diese Sammlung besteht aus:

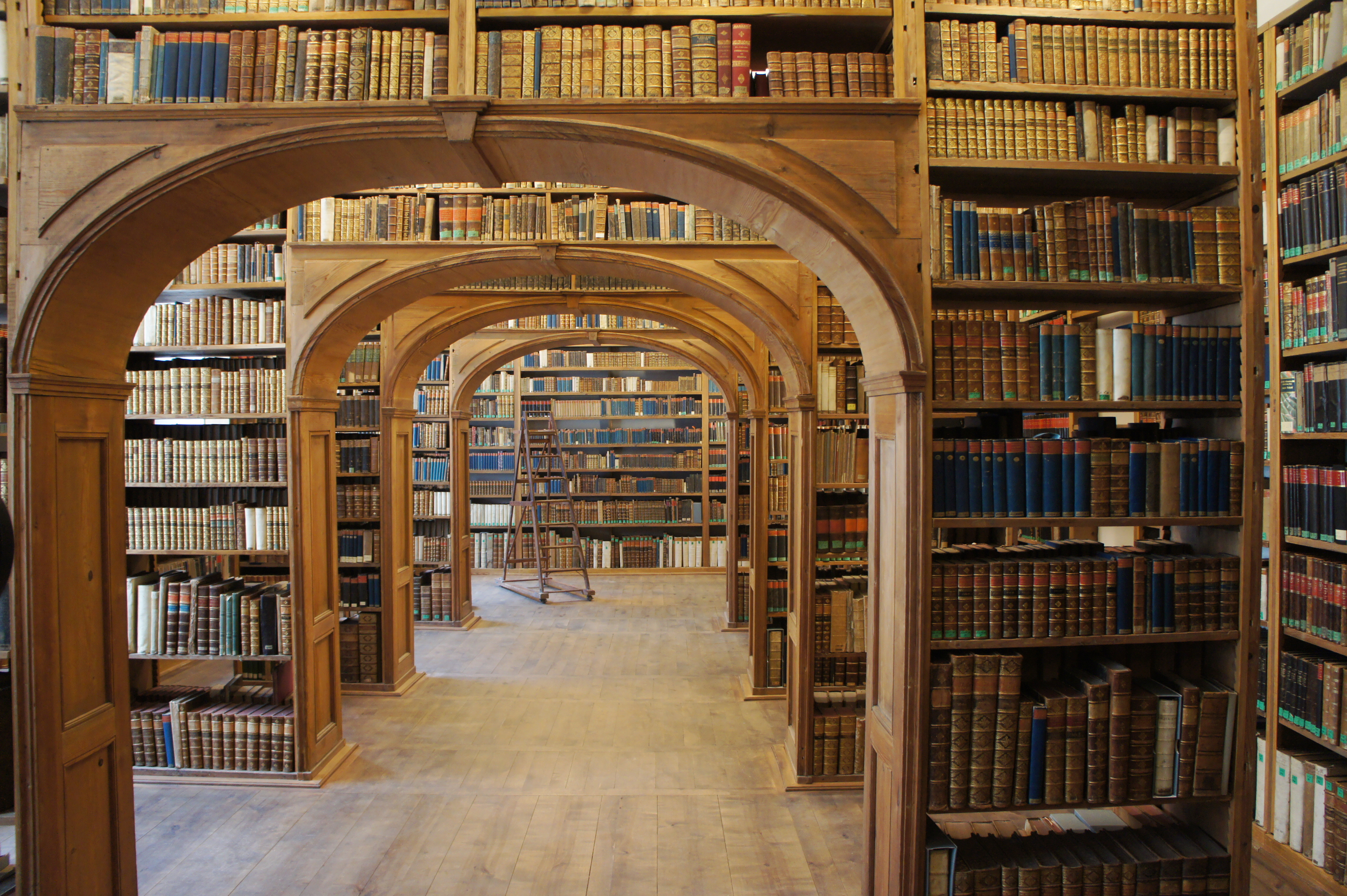
Oberlausitzische Bibliothek der Wissenschaften, Neißstraße 30

- Oberlausitzische Bibliothek der Wissenschaften
- Kulturhistorisches Museum. Es besteht aus den drei Gebäuden
  - Barockhaus Neißstraße 30 mit den ständigen Ausstellungen:
    - Bürgerliche Kultur des Barockzeitalters
    - Kunst und Wissenschaft um 1800

  - dem Kaisertrutz mit den ständigen Ausstellungen:
    - Kulturgeschichte der Stadt Görlitz und Oberlausitz von 12.000 v. Chr. bis zur politischen Wende 1989/90**
    - Galerie der Moderne (seit 2015)
    - wechselnden Sonderausstellungen

  - dem Reichenbacher Turm
    - Informationen über mittelalterliche Stadtverteidigungsanlagen und Waffen, über die Bebauung des Obermarktes und Görlitzer Sagen in sieben Geschossen

## Senckenberg Museum für Naturkunde Görlitz
Das Senckenberg Museum für Naturkunde Görlitz, errichtet 1860, ist das größte Museum in Ostsachsen. Es ist ein naturkundliches Museum mit den Schwerpunkten Zoologie, Botanik und Geologie.

## Schlesisches Museum zu Görlitz
Das Schlesische Museum zu Görlitz gibt einen Einblick in 1000 Jahre Kulturgeschichte Schlesiens. Ein Teil widmet sich den Landschaften wie dem Riesengebirge und Städten wie z. B. Breslau. Ein weiterer Teil zeigt Handwerkskunst, Geschichte sowie die Menschen und deren Lebens- und Arbeitsbedingungen.

## Museum der Fotografie
Das Görlitzer Museum der Fotografie bietet einen Einblick in die Geschichte und Kunst des Fotografierens. Neben Abzügen diverser Fotografien wird auch ein Blick auf die Technik geworfen. Hierbei findet auch die Geschichte der Entwicklung und Herstellung fotografischer Erzeugnisse in Görlitz Erwähnung.
Nach der Gründung der Gesellschaft für das Museum der Fotografie Görlitz e.V. im Jahre 2000 begann die Arbeit an der Erforschung der photographischen Industriegeschichte. Das Museum der Fotografie befindet sich auf dem Grundstück des ehemaligen Kameraherstellers Ernst Herbst & Firl. Die Firma Ernst Herbst & Firl stellte hier zwischen 1893 und 1919 Atelierkameras und Reisekameras her.

## Ausstellung im Bahnhof Hagenwerder
Nach der Schließung des ehemaligen Braunkohlekraftwerkes und dessen Abriss wurden Dokumente und zeitgeschichtliche Zeugnisse im Bahnhof in Hagenwerder ausgestellt. Unter dem Namen „Geschichte des Braunkohlen-Abbaues im Tagebau Berzdorf von 1835 bis 2000“ können die Besucher sich über die einstige Braunkohleförderstätte informieren. Nicht weit entfernt vom Bahnhof, an der Straße in Richtung Tauchritz, steht der Schaufelradbagger Nr. 1452. Er dient als „technisches Denkmal“ und darf besichtigt werden.

## Ehemalige Museen
- Kaiser-Friedrich-Museum (Görlitz) (1904 bis 1945)
- Rübezahl-Museum Görlitz (2005 bis 2006)
- Spielzeugmuseum (2010 bis 2024)